# Рагуза (округ)
Округ Рагуза (итал. Provincia di Ragusa) је округ у оквиру покрајине Сицилија у јужном Италији. Седиште округа и највеће градско насеље је истоимени град Рагуза.
Површина округа је 1.614 км², а број становника 311.770 (2008. године).

## Природне одлике
Округ Рагуза чини југоисточни део острва и историјске области Сицилија. Он се налази у југозападном делу државе, са изласком на Средоземно море на југу. Уз море се налази узан и насељен приморски део. Северна половина округа је планинска (Иблејске планине), али са бројним плодним долинама, где живи већина становништва. 

## Становништво
По последњим проценама из 2008. године у округу Рагуза живи преко 310.000 становника. Густина насељености је велика, близу 200 ст/км². Долински делови округа у унутрашњости су најбоље насељени, посебно око града Рагузе. Слично важи и за густо насељено приморје. Планински део на крајњем северу је ређе насељен и слабије развијен.
Поред претежног италијанског становништва у округу живе и известан број досељеника из свих делова света.

## Општине и насеља
У округу Рагуза ји 12 општина (итал. Comuni).
Најважније градско насеље и седиште округа је град Рагуза (73.000 ст.) у средишњем делу округа. Други по величини је град Виторија (62.000 ст.) у западном делу округа, а трећи по величини је град Модика (55.000 ст.) у источном делу округа.